# Somewhere Different
Somewhere Different ist ein Jazzalbum von Brandee Younger. Die 2020 im Van Gelder Studio, Englewood Cliffs, New Jersey entstandenen Aufnahmen erschienen am 13. August 2021 auf Impulse! Records. Es ist das Major-Label-Debüt der Harfenistin.

## Hintergrund
Nach ihrer Veröffentlichung Force Majeure im Jahr 2020 mit dem Bassisten Dezron Douglas, das COVID-19-bedingt im Heimstudio des Paars stattfand, bestehend aus Live-Streams, die die beiden während des Lockdowns aus ihrer Wohnung spielten und sendeten, nahm die Harfenistin Brandee Younger im Verlauf desselben Jahres ihr Debütalbum für Impulse! auf. In ihrer Band spielten Maurice „Mobetta“ Brown an der Trompete, Chelsea Baratz am Tenorsaxophon, Anne Drummond an der Flöte, Rashaan Carter am Bass (obwohl auch Dezzron Douglas, der das Album produziert hat, und Ron Carter (in „Black Is Beautiful“ und „Olivia Benson“) ebenso auftreten) und Allan Mednard und Marcus Gilmore am Schlagzeug. Als Gastvokalistin wirkte Tarriona „Tank“ Ball von der Band Tank and the Bangas in dem Stück „Pretend“ mit.

## Titelliste
- Brandee Younger: Somewhere Different (Impulse! 00602438298617)[2]

1. Reclamation (Brandee Younger) 6:42
2. Spirit U Will (Dezron Douglas) 7:11
3. Pretend (Tarriona 'Tank' Ball, Brandee Younger) 4:31
4. Somewhere Different (Dezron Douglas, Brandee Younger) 5:21
5. Love & Struggle (Brandee Younger) 5:41
6. Beautiful Is Black (Brandee Younger) 7:05
7. Olivia Benson (Dezron Douglas, Brandee Younger) 4:01
8. Tickled Pink (Brandee Younger) 3:01

## Rezeption
Youngers Komposition „Beautiful is Black“  erhielt 2021 eine Grammy-Nominierung in der Kategorie Best Instrumental Composition.
Phil Freeman zählte das Album zu den besten Neuveröffentlichungen des Monats und meinte in Stereogum weiter, „Reclamation“ sei ein perfekter Auftakt für das Album, da das Stück sanft beginne, mit einem weichen Single-Note-Pattern von der Harfe, bevor der Bass und das Schlagzeug einsetzen, zuerst einen sanften, kopfnickenden Beat spielen, bevor die Bläser sich zu einem Crescendo erheben. Obwohl sie die Bedeutung von Alice Coltrane bei der Schaffung der Position der Harfe im Jazz und Coltranes Einfluss auf ihre eigene Arbeit anerkenne, wirke Younger hier eher wie die Schülerin einer anderen Jazz-Harfenistin, nämlich Dorothy Ashby, in deren Musik gefühlvolle Grooves und melodische Hooklines gegenüber spiritueller Atmosphäre im Vordergrund standen. Brandee Younger hätte leicht Mitte der 1970er-Jahre für CTI aufnehmen können, so Freeman; ihre Musik habe „eine Bodenständigkeit, die es schafft, sich gleichzeitig orchestral anzufühlen, obwohl keine Streicher vorhanden sind“.
Nach Ansicht von Jim Hymes (Glide Magazine) hat Younger sicherlich nicht viel Konkurrenz, wenn sie ein Instrument spielt, das häufiger mit klassischer Musik in Verbindung gebracht werde, aber Tatsache sei, dass sie wie ihr Labelkollege Shabaka Hutchings gegenwärtig eine der angesehensten Künstlerinnen der afroamerikanischen Musik sei. Obwohl es verlockend sein mag, sie mit der anderen berühmten Frau des Instruments, Alice Coltrane, zu vergleichen, spiele Younger völlig anders, obwohl beide einen experimentellen Ansatz hätten. Nachdem man Brandee Younger bei ihrem Auftritt auf dem Newport Jazz Festival erleben konnte, wo sie eine einnehmende Präsenz gezeigt und ein vielseitiges Programm präsentiert hätte, zeige sie [mit dem vorliegenden Album] ein verheißungsvolles [Label]-Debüt.
Gordon Rutherford (Louder Than War) lobte und meinte, diese unglaubliche Fusion aus Jazz, Soul und R&B-Soundtracks passe perfekt zu unserem Sommer. „Nur wenige Dinge im Leben sind für das Ohr angenehmer als dieser kräuselnde, schimmernde Klang, der mit der Klarheit von Kristall fließt.“ Genau wie Alice Coltrane, genau wie Shabaka Hutchings, meide Younger die Orthodoxie des Genres. Sicher, die Harfe mag für ihre Rolle in der klassischen Musik bekannt sein, aber das bedeute nicht, dass sie im Jazz, Hip-Hop oder Soul keine Verwendung finden könne. Somewhere Different sei ein unglaublich kreatives und geschicktes Beispiel für Fusion und das Aufbrechen konventioneller Grenzen. Im Ganzen betrachtet fühle sich das Album sehr leicht (aber nie substanzlos) und luftig an. Es sei ein üppiger, gefühlvoller Sommergroove, der den perfekten Soundtrack biete, um einen durch die langen, faulen Sonnentage bis zum Sonnenuntergang zu führen.
Nach Ansicht von Chris Pearson, der das Album in The Times rezensierte, könne man in der Geschichte der Harfe im Jazz nach Dorothy Ashby, die das Instrument in den 1950er-Jahren als improvisatorische Stimme etabliert hatte, und Alice Coltrane, die ein Jahrzehnt später ihre ätherischen Qualitäten genutzt hatte, um spirituelle Musik zu schaffen, einen dritten Namen hinzufügen, nämlich Brandee Younger. Auf dem sanften, aber gigantischen Album Somewhere Different sei ihr Spiel wie „der zarte Faden, der einen Teppich aus wechselnden Klängen und Genres zusammenfügt.“ Younger wirke hier oft als der ruhige, klassische Kontrast zu rockig-unruhigen Rhythmen. Auf dem Titeltrack lasse der Nachhall ihr Instrument eher wie ein Cembalo klingen, da sie süße barocke Melodielinien mit Allan Mednards Hip-Hop-Beats verbinde.